# 寰宇娛樂
寰宇娛樂（英語：Universe Entertainment）是寰宇娛樂文化旗下子公司，主要從事電影及電視劇製作與發行業務。

## 歷史
寰宇娛樂於1990年代末成立，初期以投資香港電影為主。公司首部參與製作的商業片為2000年上映的《緣份有Take 2》。2001年，公司參與投資的《少林足球》以6073萬港元成為當時香港歷史上最高票房華語電影。
2000年代中期，公司業務擴展至電影發行領域，曾發行《旺角黑夜》等作品。2007年，寰宇娛樂當時年均製作4至5部電影，投資額約佔香港電影年產量10%。
2017年1月，母公司寰宇國際控股（01046.HK）公告披露，以1.7億港元向愛奇藝出售202部電影的網絡播映權。根據港交所披露易文件顯示，交易完成後公司仍保留約300部影視作品的版權。

## 外部連結
- 香港影庫上《寰宇娛樂》的資料（繁體中文）